# Can Jaume de la Punta
Can Jaume de la Punta és un edifici del municipi de Sant Pol de Mar (Maresme) inclòs en l'Inventari del Patrimoni Arquitectònic Català.

## Descripció
Casa d'indians que representa l'exponent més ric de l'arquitectura romàntica de Sant Pol.
Situada en un carrer cèntric de la vila, entre dues cases, amb entrada pel carrer i una eixida posterior. És de planta baixa i dos pisos, i coberta plana de rajola on hi ha una torreta acabada en sostre de volta. La façana s'organitza segons els manuals neoclàssics, aleshores vigents. Es superposen ordres diferents a base de columnes (pilars) en relleu d'ordre jònic (capitells amb volutes al segon pis) i dòric (primer pis). Els murs de color blanc són ricament ornamentats mitjançant estucs i encoixinats, marcs de pedra a les finestres, elements decoratius de terrissa i forjats en reixes i baranes dels balcons. El capcer de la façana està rematat per una balustrada que descansa sobre una cornisa. A l'interior es conserven pintures murals i vitralls d'una gran qualitat. Can Cristòfol està mig abandonat.

## Història
S'anomena casa d'indians a l'habitatge construït per l'home que havia fet fortuna a Amèrica. Generalment, per tal de demostrat la seva posició econòmica, se les feien fer d'una gran qualitat i d'estils barrejats, de tot el que havien vist i desitjat.